# 감돈포경
감돈포경(嵌頓包莖)은 가성포경에서 포피륜(포피구)이 협소할 경우에, 포피를 무리하게 뒤집어서 귀두를 노출시킨 상태로 발기하면, 혈관이나 림프관이 좁은 포피륜에 교액되면서 순환장애를 일으키는 증상이다. 반전한 포피가 부종장에 부어오르고, 귀두는 자홍색에 부어, 방치해 두면 교액부에서 피부가 염증을 일으켜 균열을 생기게 하고, 부어오름이 증대해서 심한 아픔을 따르는 것이 있어, 최악인 경우에는 괴사에 이른다.

## 치료
교액이 일어난 때는 신속하게 용수정복(用手整復)을 시도한다. 불가능이라면, 교액부를 소독 후 주사바늘에서 몇군데 찔러서 삼출액을 압출해서 교액을 제거한 후 다시 용수정복을 시도한다. 장시간 경과한 것에서는 포피배면절개술을 필요로 한다.

## 참고자료
- 岡島 重孝 (著, 監修), 服部 光男 (監修). 《新版ホームメディカ家庭医学大事典》. 小学館. ISBN 978-4-09-304-504-9. 다음 글자 무시됨: ‘和書

’ (도움말)
- 〈嵌頓包茎〉. 《南山堂医学大事典》. 南山堂. 1990. 366쪽. ISBN 4-525-01027-4.

- 後藤稠他, 편집. (1996). 〈嵌頓包茎〉. 《最新 医学大辞典》. 医歯薬出版株式会社. 321쪽. ISBN 4-263-20825-0.

## 같이 보기
- 할례, 포경수술
- 음경교액증
- 포경